# Антре (блюдо)
Антре́ (от фр. entrée — вход, вступление) — первое блюдо, лёгкая закуска, подаваемая за час-полтора перед парадным обедом в другом помещении. В XIX веке в России под словом антре понималась закуска, подаваемая на подносах во время праздников (бутерброды, спиртные напитки, солёные огурцы). К концу XIX века поднос с антре уже подавался на стол.
Антре назывались главные блюда, входящие в меню французского стола. Ю. К. Арнольд вспоминал:
Обед обыкновенно состоял из 7—8 «антре». После 3 перемены встаёт наипочётнейший гость и возглашает тост за здоровие Государя Императора и всего Августейшего Царского Дома. Затем другой почётный гость желает здоровья и счастья хозяину, третий пьёт за здравие хозяйки. С каждой переменой меняются и вина, а общество всё более воодушевляется; тосты растут; отец провозглашает тост в честь любезных гостей, потом следуют другие тосты; а когда доходит до 5-й, 6-й перемены, то уже общий смешанный гул идёт по залу.